# Charlotte Hug
Charlotte Hug (* 1965 in Zürich), auch unter dem Namen Charlotte Hug Raschèr bekannt, ist eine Schweizer Bratschistin, Vokalistin, Komponistin, Zeichnerin und Hochschulprofessorin. Sie lebt in Zürich und London.

## Leben und Wirken
Charlotte Hug liess sich nach der Matura ab 1984 zur Primarlehrerin ausbilden. Nach einem Frankreichaufenthalt schloss sie eine Kunstausbildung im Atelier Testa in Zürich an. Von 1990 bis 1995 studierte sie Viola, zunächst bei Henrik Crafoord in Bern und ab 2000 bei Paul Silverthorne an der Royal Academy of Music in London. Sie bildete sich weiter in «Szenisches Gestalten» an der Hochschule für Gestaltung und Kunst Zürich und an der KlangKunstBühne der Universität der Künste Berlin bei Christina Kubisch, Dieter Schnebel und Lauren Newton.
Die Extremmusikerin weitet die Grenzen ihres Instrumentes stets aus und «erfindet die Viola neu» – dies auf ihrem Instrument, gebaut vom Wiener Geigenbauer J. G. Thir, aus dem Jahr 1763. Sie entwickelte unter anderem die Weichbogentechnik, mit der sie bis achtstimmig spielen kann. Als Vokalistin singt sie über vier Oktaven, von Untertönen bis zum Falsett. Eine vertiefte Recherche von «Extended Vocal Techniques» wie vibrierenden Glottisschlägen, Mehrklängen beim Ein- und Ausatmen, sowie mit sprachnahen Artikulationen etc. zeichnen Hugs Stimmperformances aus. Ihre Spezialität sind auch Klangmischungen von Viola und Stimme. So entsteht ihre unverkennbar eigene Klangsprache. Sie trat gemeinsam mit anderen Künstlern, aber auch als Solistin mit eigenen Musikperformances bei internationalen Festivals in Europa, Kanada, den Vereinigten Staaten, Südamerika, Afrika, Russland und China auf und hat mehrere Soloalben vorgelegt. Hug hat im Bereich der freien und der Konzeptimprovisation mit dem London Improvisers Orchestra gespielt und Konzepte dafür entwickelt oder u. a. mit Maggie Nichols, John Edwards, Phil Minton, Evan Parker, Elliott Sharp, Pat Thomas, Andy Guhl, Tony Wren oder Phil Wachsmann zusammengearbeitet. Einige der Projekte sind auch auf CD dokumentiert. Zusammenarbeit unter anderem auch mit Alberto Venzago (Photo, Film), Jossi Wieler (Theater- und Opernregie), Linda Bouchard (Komposition), Fine Kwiatkowski (Tanz).
Des Weiteren ist Hug auch als Zeichnerin und Komponistin hervorgetreten. Im Kunst- wie im Musikkontext finden Hugs Klangzeichnungen, Son-Icons, internationale Beachtung. Sie entwickelte mit diesen eine Kompositionsmethode. So entstehen Raum- und Videopartituren für Solo- bis Orchesterwerke: z. B. das Orchesterwerk Nachtplasmen für Son-Icons und Videopartitur, uraufgeführt mit der Lucerne Festival Academy im Jahr 2011. Einzelausstellungen mit Installationen zeigte sie unter anderem im Swissnex San Francisco, dem Sirius Arts Centre Cobh Cork in Irland oder dem Kunstmuseum Luzern.
2011 war Hug «artiste étoile» beim Lucerne Festival.
Hug gibt Masterclasses in Improvisation und «instant composing». Sie hält Vorträge und gibt Performance-Lectures im weiten Feld von «Transdisziplinarität in den Künsten». Sie ist Gastdozentin an Universitäten und Kunsthochschulen, z. B. MC Gill University Montreal, CNMAT of the University of California Berkeley, The School of the Art Institute of Chicago etc. Sie leitet den interdisziplinären Weiterbildungsstudiengang Creation & Scenario in Music an der Zürcher Hochschule der Künste und ist Professorin für Improvisation, Stimme und Viola und intermedia Kreation an der Hochschule Luzern Musik.

## Auszeichnungen und Preise
- 2000: Atelierstipendium in London des Aargauer Kuratoriums[4]
- 2004: Atelierstipendium in der Cité internationale des arts in Paris des Kantons Zürich[5]
- 2005: «artiste in residence» in Cork Kulturhauptstadt mit Kompositionsauftrag
- 2006: Kompositionspreis (Werkjahr) der Stadt Zürich
- 2010: Kompositionsaufträge, u. a. von Pro Helvetia und dem Lucerne Festival
- 2011: «artiste étoile» beim Lucerne Festival[6]
- 2012: «artist in residence» in Nairs
- 2013: Atelierstipendium in Berlin des Kantons Zürich
- 2014: «Artist in Residence» in Südafrika von Pro Helvetia
- 2016: Atelierstipendium London der Landis & Gyr Stiftung[4]
- 2017: «Artist in Residence» in Shanghai und der China Academy of Art von Pro Helvetia[7]
- 2018: Artist Fellow der Civitella Ranieri Foundation[8]
- 2025: Schweizer Musikpreis, Bundesamt für Kultur[9]

## Diskografie
- MauerrauM WandrauM (1999) (Solo viola & electronics)
- Certain Questions (2002) (mit Pat Thomas, electronics)
- Transitions (2002) (Mit Maggie Nicols, voice und Caroline Kraabel, saxophon)
- Brilliant Days (2003) (mit Chantal Laplante, electronics)
- Neuland (2003) (Solo viola)
- Flying Aspidistra #5 (2006) (Live mit Fred Lonberg-Holm, cello)
- Acoustic electronics (2007) (mit Nina de Heney und Christian Jormin)
- Pi:k (2007) (mit Elliott Sharp, Gitarre und electronics)
- Lift (2009) (mit Guillermo Galindo, „interactive cybertotemic musical instrument“)
- Gocce Stellari (2009) (Streichquartett mit Phil Wachsmann, Marcio Mattos und John Edwards)
- Fine extension(2010) (mit Fred Lonberg-Holm, cello)
- Slipway To Galaxies (2011) (Solo viola & voice)
- Bouquet (2012) (mit Frédéric Blondy piano)
- Paragone d'archi (2014) (Mit Stefano Pastor violin)
- Quarrtsiluni (2016) (Mit Nina De Heney, double bass, Lisa Ullen, piano)
- Fulguratio (2018) (Mit Lucas Niggli drums & percussion)
- Son-Icon Music (2018) (Orchestra and Choral works by Charlotte Hug)
- Vulcan (2019) (Streichquartett mit Phil Wachsmann, Marcio Mattos und John Edwards)
- Fuogn (2021) (Mit Thomas Rohrer rabeca, saxophone, Philip Somervell, organ, piano)
- On Dizziness (2022) (Mit Maggie Nicols, voice und Caroline Kraabel, saxophone, voice)
- In Resonance with Elsewhere (2025) (solo Stimme & Viola)